# Degeneration (matematik)
Degeneration är i matematik egenskapen hos ett matematiskt objekt, att vara en förenkling av ett mer komplext objekt.

## Exempel
- En cirkel är en degenererad ellips
- En linje är en degenererad parabel